# Paul von Hintze
Paul von Hintze (Schwedt/Oder, 1864. február 13. – Merano, 1941. augusztus 19.) német katonatiszt, diplomata, majd a Német Birodalom külügyminisztere volt az első világháború során. A katonai vezetés meglepetésére külügyminiszterként elődje mérsékelt politikáját folytatta. Lemondása után a kancellár és a császár között összekötőként szolgált, támogatta a német kormányzati rendszer demokratizálódását és II. Vilmos német császár lemondását.

## Élete
Paul von Hintze 1864. február 13-án született Schwedt/Oderban, egy vidéki középosztálybeli család gyermekeként. Édesapja dohányfeldolgozással foglalkozott Schwedt/Oderban. Paul 1882-ben csatlakozott a haditengerészethez. Intelligenciájának és sokoldalúságának köszönhetően törzstisztté nevezték ki és több mint hét éven keresztül Szentpétervárott szolgált, előbb tengerészeti attaséként 1903-tól 1908-ig, majd II. Vilmos német császár teljhatalmú katonai megbízottjaként II. Miklós orosz cár udvarában.
1911-ben ellentengernagyi rendfokozatban visszavonult a haditengerészettől és a diplomácia területén helyezkedett el. Három évet Mexikóban töltött követként, majd ugyanebben a beosztásban szolgált Kínában is. 1917-ben, Európába visszatérve Norvégiában ugyancsak német követként szolgált. 1918 júliusában, amikor Richard von Kühlmann kapcsolata végképp megromlott Erich Ludendorff tábornokkal és több jobboldali személyiséggel, akkor II. Vilmos császár megbízásából von Hintze vette át a külügyminiszteri hivatalt.
A katonai vezetés meglepetésére Hintze az elkövetkező 12 hét alatt elődje mérsékelt politikáját folytatta, sok esetben eredménnyel. Céljai közé tartozott a kevéssé reális háborús célok felülvizsgálata, eltörlése és a kapcsolatok javítása Lenin bolsevik államával. 1918. október 3-án, Miksa badeni herceg kormányalakítása után lemondott a külügyminiszterségről Wilhelm Solf javára és csatlakozott a császár kíséretéhez. Feladata a II. Vilmos német császár és a kancellár közötti kapcsolattartás ellátása volt. Ebben a pozícióban rábírta a császárt a német kormányzati rendszer további demokratizálására.
Az 1918–19-es németországi forradalom idején Hintze egyike volt azoknak a vezető egyéniségeknek, akik a császár lemondása mellett foglaltak állást az ország érdekében. A háború után politikailag aktív maradt és a külföldön élő németek szövetségének élére állt. 1941. augusztus 13-án hunyt el Meranóban.